# Костолацька культура
Костолацька культура — археологічна культура мідної доби.
Названа за місцезнаходженням культури — біля сербського села Костолаць.

## Поширення
Сербія, Боснія, Угорщина, Румунія, західна та середина південної Словаччини.
Культура виникла з баденської культури.
На Словаччині взаємні впливи з бошацькою культурою. Наприклад бошацько-костолацький шар у Тренчині.
Поселення розміщені при річках й протоках. На півдні Панонії поселення на пагорбах.

## Вироби
Багато представлена кераміка. Характерна накільста оздоба з шаховим візерунком. Типово слов'янський посуд з дутою ніжкою. Глеки з продовженим горлом. Соусьні глеки. Глеки з валкоподібним горлом. Мідні вироби.